# Kai Matthiesen
Kai Matthiesen ist ein deutscher Musikproduzent.
Kai Matthiesen begann seine Karriere als DJ in der Bremer Diskothek U2, wo er Jens Neumann kennenlernte, mit dem er die Technogruppe Satellite 1 plante, aus der das Dance-Projekt Mr. President hervorging, mit dem er große Charterfolge feierte (u. a. „Coco Jamboo“, „I Give You My Heart“, „Up’n Away“). Der von ihm produzierte Titel „Enterprise Techno“ lief 1991 als Hintergrundmusik für die TV-Trailer von „Raumschiff Enterprise“ auf Sat.1, die Folgesingle „Young Indy“ wurde die Titelmusik der Sat.1-Serie „Die Abenteuer des jungen Indiana Jones“.
Er arbeitete 1997 und 2000 auch mit der deutschen Popgruppe Münchener Freiheit zusammen. Zu den von Matthiesen produzierten Künstlern zählen u. a. auch die Band Alphaville, David Hasselhoff, Rosenstolz und Scatman John. Mit seinen Produktionen gewann er zahlreiche nationale und internationale Musikpreise, darunter zweimal den Echo, den VIVA Comet, zweimal R.SH Gold, den BMI Award und den Finnish Music Award. Außerdem wurde er für seine Verkaufserfolge mit mehr als 30 Gold- und Platinauszeichnungen ausgezeichnet.
Im Jahr 2006 veröffentlichte Matthiesen ein Fusion-Album mit dem Titel Kai’s Cape Town Lounge. Dabei arbeitete er mit afrikanischen Musikern wie dem Trompeter Chekandino Ztabat und dem Bassisten Rahim Rudo zusammen, nahm Chöre der Massai auf und mischte diese Gesänge mit denen von George Abiona und Abasi Shakir aus Kapstadt. In Bremen erarbeitete er mit deutschen Studiomusikern, darunter dem Saxophonisten Wolf Codera, den endgültigen Mix.